# Liberato Cacace
Liberato Gianpaolo Cacace (Wellington, 27 de septiembre de 2000) es un futbolista neozelandés que juega como defensa en el Wrexham A. F. C. de la EFL Championship de Inglaterra.

## Carrera
En 2016 arribó al Wellington Phoenix Reserves, segundo equipo del Wellington Phoenix que participa en la liga neozelandesa. En la temporada 2017-18 comenzó a hacer sus primeras apariciones en la A-League australiana con el primer equipo por lo que firmó su primer contrato profesional una vez terminada la competición. Tras finalizar la temporada 2019-20, el conjunto neozelandés anunció su traspaso al Sint-Truidense belga. Allí pasó año y medio, siendo cedido el 31 de enero de 2022 al Empoli F. C. que tenía la obligación de comprarlo si se cumplían determinadas condiciones. Estas se cumplieron y continuó en el club hasta julio de 2025, momento en el que fue traspasado al Wrexham A. F. C.

### Clubes
| Club                        | País          | Año       | Partidos | Goles |
| --------------------------- | ------------- | --------- | -------- | ----- |
| Wellington Phoenix Reserves | Nueva Zelanda | 2016-2018 | 23       | 0     |
| Wellington Phoenix F. C.    | Nueva Zelanda | 2018-2020 | 60       | 4     |
| Sint-Truidense              | Bélgica       | 2020-2022 | 51       | 0     |
| Empoli F. C.                | Italia        | 2022-2025 | 93       | 2     |
| Wrexham A. F. C.            | Gales         | 2025-     |          |       |

### Selección nacional
Con la selección neozelandesa sub-17 ganó el Campeonato de la OFC 2017 y disputó los tres encuentros de la Copa Mundial de la categoría.
Debutó con el combinado mayor el 5 de junio de 2018 en una victoria por 1-0 sobre China Taipéi.

#### Partidos y goles internacionales
| Partidos y goles internacionales | Partidos y goles internacionales | Partidos y goles internacionales | Partidos y goles internacionales | Partidos y goles internacionales | Partidos y goles internacionales | Partidos y goles internacionales |
| #                                | Fecha                            | Estadio                          | Rival                            | Resultado                        | Competición                      | Gol(es)                          |
| -------------------------------- | -------------------------------- | -------------------------------- | -------------------------------- | -------------------------------- | -------------------------------- | -------------------------------- |
| 2018                             |                                  |                                  |                                  |                                  |                                  |                                  |
| 1                                | 5 de junio                       | Mumbai Football Arena, Bombay    | China Taipéi                     | 1 – 0                            | Copa Intercontinental 2018       |                                  |
| 2                                | 7 de junio                       | Mumbai Football Arena, Bombay    | India                            | 2 – 1                            | Copa Intercontinental 2018       |                                  |

## Palmarés

### Títulos internacionales
| Título                         | Equipo        | País         | Año  |
| ------------------------------ | ------------- | ------------ | ---- |
| Copa de las Naciones de la OFC | Nueva Zelanda | Fiyi Vanuatu | 2024 |

### Disticiones individuales
| Distinción                                         | Año  |
| -------------------------------------------------- | ---- |
| Mejor jugador de la Copa de las Naciones de la OFC | 2024 |